# 松浦悟郎
松浦 悟郎（まつうら ごろう、1952年9月28日 - ）は、日本のカトリック教会聖職者で、現任のカトリック名古屋教区司教である。洗礼名は「ミカエル」。

## 略歴
- 1952年（昭和27年）- 名古屋市に生まれる。
- 1970年  (昭和45年)  -明星中学校・高等学校 (大阪府)を卒業。
- 1981年（昭和56年）- 上智大学神学部卒業。カトリック司祭に叙階。
- 1999年（平成11年）- 4月19日、大阪教区補佐司教に任命される。7月17日、司教に叙階。
- 2015年（平成27年）- 3月29日、名古屋教区司教に任命される[1]。6月13日、着座[2]。

## 役職
- 難民移住移動者委員会委員長
- 子どもと女性の権利擁護のためのデスク委員長

## 思想と行動
2001年（平成13年）9月22日、『過ちをくりかえさないために』という新世紀の声明の中で、「愛し合うように創られた人間であるのに、我を忘れて殺し合いへと突き進んできた」歴史を回顧し、「キリストは人々の憎しみと排斥の中にあって、『剣をさやに収めなさい』と弟子たちを戒め、和解と赦しを願って十字架に上り、そのために自らの命を差し出した」と述べ、「このキリストの生き方に従っていこう」と呼びかけた。
九条の会の賛同者でもあり、「九条の会の設立を心からうれしく思い、連帯したいと思います。私たちも同じ趣旨で活動しています。日本を「戦争の出来る国」への転換は絶対に阻止しなければならないと考えます。そのために平和憲法を守る一点に集中して集まりましょう」 というメッセージを寄せている。
2013年（平成25年）3月13日、阪急電車の車内で、座っている女性にわいせつ行為をしている男を取り押さえた。司教が取り押さえた男は、短躯の司教よりも背が高く20歳も年下の会社員であったが、司教は「まったく怖くなかった」と語り、「犯罪を見て見ぬふりをするようなことには憤りを感じていた」と当時を振り返った。
「司教紋章」は、アルファベットのPとJから成り、全体は「握手」と「鳩」がイメージされている。その意味するところは、この世における神の国は具体的には全被造物（緑）の調和のうちに正義（Justitia）に基づくキリストの平和（Pax）によって、実現していくというものである。

## 著書
- 松浦悟郎『武器なき世界の実現を – 報復でなく、いのちの連鎖へ』女子パウロ会、2002年 ISBN 978-4789605489